# Орабакаси
Орабака́си (рос. Орабакасы, чув. Орапакасси) — присілок у Чувашії Російської Федерації, у складі Персірланського сільського поселення Ядринського району.
Населення — 284 особи (2010; 311 в 2002, 430 в 1979, 644 в 1939, 658 в 1926, 588 в 1897, 394 в 1858). Національний склад — чуваші та росіяни.

## Історія
Історична назва — Аранбакаси. Засновано 18 століття як виселок села Богородське (Балдаєво). До 1866 року селяни мали статус державних, займались землеробством, тваринництвом, бондарством, рибальством, виробництвом годинників, саней та возів. На початку 20 століття діяли 3 вітряки, у 1920-ті роки — початкова школа. 1930 року утворено колгосп «Перелом». До 1927 року присілок входив до складу Шемердянівської та Балдаєвської волостей Ядринського повіту, з переходом на райони 1927 року — у складі Ядринського району.

## Господарство
У присілку працюють спортивний майданчик та магазин.